# جمهورية أذربيجان الشعبية
جمهورية أذربيجان الشعبية المعروفة أيضا بـ حكومة أذريبجان الديمقراطية (لغة أذرية: Azərbaycan Milli Hökuməti،آذربایجان میلّی حکومتی)، (لغة روسية: Азербайджанское народное правительство, Azerbajdzhanskoe narodnoe pravitel'stvo) كانت دولة انفصالية غير معترف بها ولم تدم طويلاً. تأسست في المناطق الأذرية شمال إيران في الفترة بين نوفمبر 1945 إلى نوفمبر 1946، واتخذت من تبريز عاصمة لها. وكان تأسيسها وزوالها جزء من الأزمة الإيرانية في 1946، والتي كانت مقدمة للحرب الباردة. وترأستها حكومة شيوعية وانفصالية عرقية بقيادة الحزب الديمقراطي الأذربيجاني،  والتي اتبعت أيضًا خطابًا قوميًا تركيًا.

## التاريخ
لتزويد القوات السوفيتية بالمواد الحربية عبر إيران، احتلت القوات البريطانية والسوفيتية البلاد بشكل مشترك في أغسطس 1941.  وسرعان ما استولت القوات السوفيتية التي دخلت الأراضي الإيرانية من جمهورية أرمينيا الاشتراكية السوفيتية وجمهورية أذربيجان الاشتراكية السوفيتية. ودخلت القوات البريطانية والهندية من العراق والأراضي الهندية أن ذاك (باكستان حاليا)، واستخدمت إيران كطريق لنقل وتوفير إمدادات حيوية للحلفاء. في 16 سبتمبر، أجبر البريطانيون رضا شاه على التنازل عن العرش لصالح ابنه محمد رضا شاه بهلوي ، الذي حكم حتى عام 1979.
مع خلع رضا شاه في سبتمبر 1941، استولت القوات السوفيتية على تبريز وشمال غرب إيران لأسباب عسكرية واستراتيجية. أُعلنت الحكومة الشعبية الأذربيجانية، التي شكلها السوفييت، بقيادة جعفر بيشيفاري، في تبريز في عام 1945. كان لافرينتي بيريا مسؤولاً اسميًا عن العملية، لكنه فوضها إلى مير جعفر باغيروف ، السكرتير الأول لأذربيجان. الحزب الشيوعي الأذربيجاني في باكو.  تم إنشاء الحزب الديمقراطي الأذربيجاني أيضًا بأمر مباشر من جوزيف ستالين  واستفاد من استياء بعض السكان المحليين من سياسات المركزية التي اتبعها رضا شاه.  تم تزويدها بالمال والأسلحة من قبل الاتحاد السوفييتي.  أراد ستالين الضغط على إيران للحصول على امتياز نفطي في أذربيجان الإيرانية.  خلال هذا الوقت، تم الترويج لإحياء اللغة الأدبية الأذربيجانية، والتي حلت محلها اللغة الفارسية إلى حد كبير ، بمساعدة الكتاب والصحفيين والمعلمين من جمهورية أذربيجان الاشتراكية السوفياتية. وفي السعي لفرض التجانس الوطني على الدولة التي يتكون نصف سكانها من الأقليات العرقية، أصدر رضا شاه سابقًا في تتابع سريع حظرًا على استخدام اللغة الأذربيجانية في مباني المدارس، وفي العروض المسرحية، والاحتفالات الدينية، و، وأخيراً في نشر الكتب. 
مع وجود شمال إيران تحت الاحتلال السوفيتي، خطط جوزيف ستالين لـ «نشر الاشتراكية» من خلال إنشاء دولة صورية انفصالية. وكانت جمهورية مهاباد الكردية واحدة من هذه الدول وقرر السوفيت إنشاء دولة انفصالية لسكان أذربيجان إيران. خلال هذه الفترة، تم إحياء اللغة الأدبية الأذرية، والتي انتشرت بقوة إلى حد نسيان اللغة الفارسية، من خلال دعم ومساعدة الكتاب والصحفيين والمعلمين المحليين إضافة إلى القادمين من جمهورية أذربيجان السوفيتية .
وفي سعي رضا بهلوي لفرض التجانس القومي في البلاد التي يتألف نصف سكانها من الأقليات العرقية، حظر استخدام اللغة الأذرية في المدارس والعروض المسرحية والاحتفالات الدينية، وأخيرا في نشر الكتب. صدرت هذه التوجيهات على الرغم من أن والدة رضا بهلوي وزوجته كانتا من أصل أذري. وفي شهر سبتمبر 1941 أجبر البريطانيون رضا بهلوي التنازل عن العرش لصالح ابنه محمد رضا بهلوي الذي بقي في الحكم حتى عام 1979. مع خلع رضا شاه في سبتمبر 1941، استولت القوات السوفيتية على تبريز وشمال غرب إيران لأسباب عسكرية واستراتيجية.
أعلن في تبريز عن تشكيل حكومة موالية للسوفيت عرفت بحكومة أذربيجان الشعبية تحت قيادة جعفر بيشاوري. الحكومة التي تم إنشاءها بأمر مباشر من جوزيف ستالين، استفادت من استياء بعض السكان من سياسات رضا بهلوي المركزية.

## التأسيس
أعلن الحزب الديمقراطي الأذربيجاني (ADP)، علنًا عن تشكيله في تبريز في 3 سبتمبر 1945 على يد مجموعة من الشيوعيين المخضرمين برئاسة جعفر بيشيفاري . بعد هذا الإعلان، قام حزب توده الشيوعي المدعوم من السوفييت بحل فرعه في أذربيجان وأمر أعضائه بالانضمام إلى الحزب الديمقراطي التقدمي. توسع الحزب الديمقراطي التقدمي في جميع أنحاء أذربيجان الإيرانية ، وبدأ انقلابًا محليًا بمساعدة الجيش السوفيتي، الذي منع الجيش الإيراني من التدخل.  خلال الأسبوع الأول من سبتمبر 1945، أعلن الحزب الديمقراطي الأذربيجاني، بقيادة جعفر بيشيفاري، زعيم الحركة الثورية لفترة طويلة في جيلان ، أنه يسيطر على أذربيجان الإيرانية ، ووعد بإجراء إصلاحات ديمقراطية ليبرالية، وحل الفرع المحلي لتودة .  في وقت لاحق من سبتمبر 1945، في مؤتمره الأول، سمح الحزب الديمقراطي الأذربيجاني بتشكيل ميليشيا الفلاحين. بدأت هذه الميليشيا انقلابًا غير دموي في 18 نوفمبر 1945  وبحلول 21 نوفمبر استولت على جميع المناصب الحكومية المتبقية في الإقليم، وأصبحت أذربيجان الإيرانية "جمهورية ذاتية الحكم تحت إشراف لجنة تنفيذية وطنية مكونة من 39 عضوًا".  ويبدو أن هذه السلطة كان يمارسها محمد بيريا ، وزير الدعاية ورئيس الشرطة السرية المحلية.

وفي الوقت نفسه، كانت الولايات المتحدة تزيد بشكل مطرد مساعداتها العسكرية للحكومة الإيرانية. تحت ضغط القوى الغربية، ألغى الاتحاد السوفييتي دعمه للدولة المنشأة حديثًا ونجح الجيش الإيراني في إعادة تأسيس الحكم الإيراني في نوفمبر 1946. وفقًا لتاديوش سفيتوتشوسكي :
وكما تبين فيما بعد، كان على السوفييت أن يدركوا أن أفكارهم بشأن إيران كانت سابقة لأوانها. أصبحت قضية أذربيجان الإيرانية واحدة من المناوشات الافتتاحية للحرب الباردة، وتحت ضغط القوى الغربية إلى حد كبير، انسحبت القوات السوفيتية في عام 1946. انهارت الجمهورية المتمتعة بالحكم الذاتي بعد ذلك بوقت قصير، ولجأ أعضاء الحزب الديمقراطي إلى أذربيجان. الاتحاد السوفييتي، فراراً من الانتقام الإيراني. وفي تبريز، كانت الحشود التي أشادت مؤخراً بالجمهورية المتمتعة بالحكم الذاتي ترحب الآن بالقوات الإيرانية العائدة، وقام الطلاب الأذربيجانيون بإحراق كتبهم المدرسية بلغتهم الأم علناً. ومن الواضح أن جماهير السكان لم تكن مستعدة حتى لحكم ذاتي إقليمي ما دامت تفوح منه رائحة الانفصال. 

### الدعم السوفييتي
فس بعض الوثائق رفعت عنها السرية من الحرب الباردة تشير إلى تورط الاتحاد السوفييتي في تشكيل حكومة بيشيفاري بأوامر مباشرة من ستالين.  دعم الجيش السوفييتي الكيان المستقل الجديد ومنع الجيش الإيراني من استعادة السيطرة الحكومية على المنطقة. وبعد الانسحاب السوفييتي، دخلت القوات الإيرانية المنطقة في ديسمبر 1946، وفر بيشيفاري وحكومته إلى الاتحاد السوفييتي.  بحسب البروفيسور غاري ر. هيس:
في 11 ديسمبر، دخلت قوة إيرانية تبريز وسرعان ما انهارت حكومة بيشافاري. ربما كان الاستعداد السوفييتي للتخلي عن نفوذه في أذربيجان (الإيرانية) ناتجًا عن عدة عوامل، بما في ذلك إدراك أن الشعور بالحكم الذاتي كان مبالغًا فيه وأن الامتيازات النفطية ظلت الهدف السوفييتي المرغوب على المدى الطويل. 
أعلن تأسيس الحزب الديمقراطي الأذربيجاني في تبريز بتاريخ 3 سبتمبر 1945 من قبل مجموعة من الشيوعيين القدامى برئاسة جعفر بيشاوري. بعد هذا الإعلان حل حزب توده المدعوم من السوفيت وأمر أعضاءه بالانضمام الحزب الديمقراطي الأذربيجاني. وتوسع الحزب الديمقراطي الأذربيجاني في جمع أنحاء أذربيجان إيران، وبدء الانقلاب بمساعدة الجيش السوفيتي الذي منع الجيش الإيراني من التدخل. وفي شهر سبتمبر 1945، أعلن جعفر بيشاوري السيطرة على أذربيجان إيران، ووعد بإصلاحات ديمقراطية ليبرالية، وفي وقت لاحق من شهر سبتمبر أعلن الحزب الديمقراطي الأذربيجاني عن تشكيل مليشيا الفلاحين.
بدأت هذه المليشيا انقلاب غير دموي في الفترة بين 18 نوفمبر 1945 و21 نوفمبر 1945 وألقت القبض على جميع المسؤولين في المناصب الحكومية المتبقية في المحافظات أذربيجان إيران، وأصبحت جمهورية مستقلة تحت اشراف 39 عضو من اللجنة التنفيذية الوطنية. وكان رئيس الوزراء الوحيد لهذه الجمهورية التي لم تدم طويلا أحمد كرداري. وفي نفس الوقت، قدمت الولايات المتحدة الأمريكية مساعدات عسكرية بشكل مطرد للحكومة الإيرانية. وتحت ضغط القوى الغربية تراجع الاتحاد السوفيتي عن دعم الدولة الناشئة حديثا وتمكن الجيش الإيراني من إعادة هذه الجمهورية إلى كنف الدولة الإيرانية.

## الزوال
في 13 يونيو 1946، تم التوصل إلى اتفاق مشترك بين الحكومة المركزية (في طهران) ووفد من أذربيجان إيران برئاسة جعفر بيشاوري. نص على التخلي عن الاستقلال الذاتي والتخلي عن رئاسة الوزراء والوزارات، وأن يتحول البرلمان إلى مجلس محافظة حسب الدستور الإيراني، وأن تعود مرة أخرى جزء من إيران. وافق بيشيفاري على التخلي عن الحكم الذاتي لحكومته، والتخلي عن وزاراتها ورئاستها للوزراء، وتصبح مرة أخرى جزءًا من إيران. وكان من المقرر أن يتحول برلمانها إلى مجلس إقليمي ـ وهو النظام المعترف به والمنصوص عليه في الدستور الإيراني.
بحلول منتصف ديسمبر 1946، عاد الجيش الإيراني، بدعم من الولايات المتحدة وبريطانيا،  إلى تبريز، وبذلك وضع حدًا للحكومة الشعبية الأذربيجانية بعد عام كامل من وجودها.  خلال فترة خلو العرش التي ينعدم فيها القانون، قُتل ما يقرب من 500 من أنصار الدولة وفقًا لقاضي المحكمة العليا الأمريكية ، ويليام أو. دوغلاس ، بينما كان الجيش الأحمر في أفضل حالاته عندما كان متمركزًا في أذربيجان، تصرف الجيش الإيراني كقوة احتلال وقام بمعاملة السكان المحليين بوحشية. وأحرقت لحى الفلاحين واغتصبت زوجاتهم وبناتهم. ونهبت المنازل وسرقت الماشية. لقد خلف الجيش وراءه سلسلة من الموت والدمار.
وبحلول منتصف ديسمبر 1946، تمكن الجيش الإيراني المدعوم من قبل الولايات المتحدة وبريطانيا من دخول تبريز، وبالتالي نهاية جمهورية أذربيجان الشعبية بعد عام كامل من وجودها.
لجئ العديد من القادة إلى جمهورية أذربيجان السوفيتية. وتوفي جعفر بيشاوري في حادث سيارة في باكو عام 1947. وسجن رئيس الوزراء أحمد كرداري لسنوات عديدة من قبل الشاه وأفرج عنه في وقت لاحق.